# Pobuk, Skole
Pobuk (în ucraineană Побук) este un sat în comuna Truhaniv din raionul Skole, regiunea Liov, Ucraina.

## Demografie
Componența lingvistică a localității Pobuk
     Ucraineană (100%)
Conform recensământului din 2001, toată populația localității Pobuk era vorbitoare de ucraineană (100%).